# Prova d'intel·ligència de la Cattell Culture Fair
El Culture Fair Intelligence Test (CFIT) va ser creat per Raymond Cattell l'any 1949 com un intent de mesurar les habilitats cognitives desproveïdes d'influències socioculturals i ambientals. Els estudiosos han conclòs posteriorment que l'intent de construir mesures de les habilitats cognitives desproveïdes de les influències del condicionament experiencial i cultural és un repte. Cattell va proposar que la intel·ligència general (g) comprèn tant la intel·ligència fluida (Gf) com la intel·ligència cristal·litzada (Gc). Mentre que Gf es basa biològicament i constitucionalment, Gc és el nivell real del funcionament cognitiu d'una persona, basat en l'augment de Gf mitjançant l'aprenentatge sociocultural i experiencial (inclosa l'escola formal).

Cattell va incorporar al CFIT una desviació estàndard de 16 punts de coeficient intel·lectual.

## Diferències culturals i d'edat
La intel·ligència cristal·litzada (Gc) es refereix a aquell aspecte de la cognició en què els judicis intel·ligents inicials s'han cristal·litzat com a hàbits. La intel·ligència fluida (Gf) és de diverses maneres més fonamental i és especialment evident en proves que requereixen respostes a situacions noves. Abans de la maduresa biològica, les diferències individuals entre Gf i Gc seran principalment una funció de les diferències d'oportunitat i interès cultural. Entre els adults, però, aquestes discrepàncies també reflectiran diferències amb l'edat, perquè la bretxa entre Gc i Gf tendirà a augmentar amb l'experiència que augmenta Gc, mentre que Gf disminueix gradualment com a resultat de la disminució de la funció cerebral.

## Elements de pregunta
Les proves de la Fira de Cultura consten de tres escales amb trencaclosques visuals no verbals. L'escala I inclou vuit subtests de laberints, copiar símbols, identificar dibuixos similars i altres tasques no verbals. Les escales II i III consten de quatre subtests que inclouen completar una seqüència de dibuixos, un subtest de classificació on els enquestats trien un dibuix diferent dels altres dibuixos, un subtest de matriu que implica completar una matriu de patrons i un subtest de condicions que implica quins són els que compleixen una condició determinada.

## Ús actual
La prova d'intel·ligència de la Cattell Culture Fair (com les matrius progressives de Raven) no està completament lliure de la influència de la cultura i l'aprenentatge. Algunes societats d'alt coeficient intel·lectual, com ara The Triple Nine Society, accepten puntuacions altes al CFIT-III com una d'una varietat de proves antigues i noves per a l'admissió a la societat. Cal una puntuació bruta mínima combinada de 85 als formularis A i B per a l'admissió. Les proves són utilitzades per molts, inclosos Mensa i Intertel, que ofereixen un lloc a la seva societat a qualsevol persona que tingui una puntuació entre el 2% i el primer 1% de coeficient intel·lectual, respectivament.